# 腾冲杜鹃
腾冲杜鹃（学名：Rhododendron diphrocalyx）为杜鹃花科杜鹃花属下的一个种。

## 扩展阅读
- 維基物種上的相關：腾冲杜鹃